# Agglsspitze
De Agglsspitze (ook Agelsspitz, Italiaans: Cima dell'Accla) is een 3196 meter hoge bergtop in de Stubaier Alpen in het Italiaanse Zuid-Tirol.
De Agglsspitze vormt de hoogste top van de Aggls-Roßkopf-kam in het middelste deel van de hoofdkam van de Stubaier Alpen. De top is een onopvallende rotstop, met op de noordelijke zijde eeuwige sneeuw. De berg maakt deel uit van een geprononceerde graat, die vanaf de Westliche Feuerstein (Montarso di Ponente, 3245 meter) in zuidoostelijke richting gelegen is.

## Eerste beklimming
Over de eerste beklimming zijn enkel onduidelijke gegevens bekend. Volgens de literatuur werd de Agglsspitze op 17 augustus 1887 voor het eerst beklommen door Carl Hofer en Albert Wachtler uit Bozen, Demeter Diamantidi uit Wenen, terwijl de tocht geleid werd door de gids Peter Kotter. Aanvankelijk zou voor deze tocht de top van de Wilde Freiger het einddoel zijn, startend bij de Teplitzer Hütte, maar door opkomende mist zouden de bergbeklimmers de oriëntatie zijn verloren. Of door hen de hoofdtop van de Agglsspitze of enkel de voortop van deze berg beklommen werd, is niet meer te achterhalen. Voor de klim naar de top zou vierenhalf uur nodig zijn geweest; de terugweg liep via een omweg uiteindelijk via de verder naar het noordoosten gelegen Magdeburger Hütte.

## Ligging
De Agglsspitze ligt hemelsbreed ongeveer zeven kilometer ten zuiden van Ranalt in het Stubaital, ongeveer vijf kilometer ten noorden van Maiern in het Ridnauntal, een zijdal ten westen van Sterzing (Ital.: Vipiteno). De noordoostelijke flank van de berg is bedekt met een deel van de gletsjer Feuersteinferner, die reikt tot een hoogte van ongeveer 3120 meter. Naar het zuidwesten valt de berg via een ongeveer 350 meter hoge wand met een helling van 30° naar de Hohe Trog, een hoogalpien dal tussen de Pfurnsee en de Hangende Ferner. Naburige bergtoppen zijn in het noordwesten de Westliche Feuerstein, gescheiden van de Agglsspitze door de 3105 meter hoge Magdeburger Scharte, en in het zuidoosten de 3081 meter hoge Rochollspitze (Ital.: Punta della Stùa), die vernoemd is naar de eerste beklimmer van deze bergtop.

## Beklimming
De meest beklommen route van de Agglsspitze voert vanuit het zuidwesten tot in de Hohe Trog. Vandaaruit loopt de route door de zuidwestelijke flank van de berg over losse rotsen tot aan de top. Deze tocht duurt ongeveer twee uur en kent volgens de literatuur UIAA-moeilijkheidsgraad I. Steunpunt voor deze tocht vormt de Teplitzer Hütte (Ital.: Rifugio Vedretta Pendente, 2586 meter). De weg die bij de eerste beklimming werd begaan liep vanaf de Magdeburger Scharte via de noordwestelijke graat naar de top. Ook vanuit het noordoosten is een bergtocht te ondernemen, waarbij een tocht over de Feuersteinferner (Ital.: Vedretta di Montarso) wordt gecombineerd met een beduidend moeilijker klimgedeelte dan bij de klim via het zuidwesten (UIAA-II). Het steunpunt voor een tocht via deze route wordt gevormd door de Magdeburger Hütte (Ital.: Rifugio Cremona, 2422 meter).